# Parrocchia di Cameron
La parrocchia di Cameron (in inglese Cameron Parish) è una parrocchia dello Stato della Louisiana, negli Stati Uniti. La popolazione al censimento del 2000 era di 9 991 abitanti. Il capoluogo è Cameron.

## Geografia
La parrocchia si trova nell'estremo sud-ovest dello Stato, al confine con il Texas. A sud si affaccia sul golfo del Messico. La parrocchia è paludosa e ricca di fiumi e laghi: Grand, Calcasieu, Black, Five, Greens, Sabine.

### Parrocchie e contee confinanti
- Parrocchia di Calcasieu - nord
- Parrocchia di Jefferson Davis - nord-est
- Parrocchia di Vermilion - est
- Contea di Jefferson (Texas) - sud-ovest
- Contea di Orange (Texas) - ovest

## Storia
La parrocchia fu creata nel 1870. Fu chiamata così in onore di Simon Cameron.

## Census-designated places
La contea conta due cdp: Cameron, il capoluogo, e Hackberry.